# Faleco
Faleco, figlio di Onomarco (Focide, ... – Kydonia, 342 a.C.), è stato un militare greco antico.

## Biografia
Nel 352 a.C. Faleco prese il comando dell'esercito focese durante la Terza guerra sacra, succedendo a Faillo; nel 347 a.C. fu deposto, ma, riconquistato il potere, scelse di capitolare, firmando la pace con Filippo II di Macedonia.
Andato a Cnosso, fu nominato comandante dei mercenari focesi ingaggiati durante la guerra straniera; dopo essere stato sconfitto dagli Spartani di Archidamo III durante l'assedio di Litto (343 a.C.), fu ucciso nel 342 a.C. durante l'assedio di Kydonia.